# Shorewood-Tower Hills-Harbert
Shorewood-Tower Hills-Harbert é uma Região censo-designada localizada no estado americano de Michigan, no Condado de Berrien.

## Demografia
Segundo o censo americano de 2000, a sua população era de 1619 habitantes.

## Geografia
De acordo com o United States Census Bureau tem uma área de
11,8 km², dos quais 11,8 km² cobertos por terra e 0,0 km² cobertos por água.

## Localidades na vizinhança
O diagrama seguinte representa as localidades num raio de 16 km ao redor de Shorewood-Tower Hills-Harbert.